# Roy M. Anderson
Roy Malcolm Anderson est un épidémiologiste anglais né le 12 avril 1947.
Il est l'auteur, avec Robert May, de l'ouvrage le plus cité dans le domaine de l'épidémiologie, Infectious Diseases of Humans: Dynamics and Control, paru en 1991.